# Camilla Diana
Pour les articles homonymes, voir Diana.
 (juin 2025).
Si vous disposez d'ouvrages ou d'articles de référence ou si vous connaissez des sites web de qualité traitant du thème abordé ici, merci de compléter l'article en donnant les références utiles à sa vérifiabilité et en les liant à la section « Notes et références ».
Camilla Diana, née le 17 avril 1990 à San Gimignano dans la région de la Toscane en Italie, est une actrice italienne.

## Biographie
Camilla Diana naît à San Gimignano dans la région de la Toscane en 1990. Elle a pour mère l'actrice Maria Toesca et pour père le dramaturge Riccardo Diana. Son frère est l'acteur Nicolò Diana (it) et sa sœur Matilde Diana est également actrice.
Elle commence très jeune à travailler dans le monde du spectacle, obtenant des rôles de figurations dans des épisodes de séries télévisées, des films et des publicités ainsi que des rôles au théâtre. Parmi ces nombreux rôles secondaires, elle incarne la sainte Agnès d'Assise dans la mini-série télévisée Chiara e Francesco de Fabrizio Costa, joue le rôle de la petite-fille de Virna Lisi dans la mini-série Caterina e le sue figlie et incarne une servante dans la série Grand Hotel de Luca Ribuoli (it). En 2013, elle participe à l'émission pour enfants Melevisione.
En 2016, elle tient l'un des rôles principaux de la comédie dramatique Tommaso de et avec Kim Rossi Stuart accompagnés de Cristiana Capotondi, Jasmine Trinca et Dagmar Lassander. La même année, elle apparaît via un court rôle dans la série The Young Pope de Paolo Sorrentino et y incarne Marie, la mère de Jésus.

## Filmographie

### Au cinéma
- 1999 : Les Saisons de l'amour (Il tempo dell'amore) de Giacomo Campiotti
- 2004 : Promessa d'amore d'Ugo Fabrizio Giordani
- 2005 : Piano 17 des frères Manetti
- 2010 : Duns Scoto de Fernando Muraca
- 2012 : Benvenuti al Nord de Luca Miniero
- 2013 : Sole a catinelle de Gennaro Nunziante
- 2015 : Safrom de Nicola Barnaba
- 2015 : Contes italiens (Maraviglioso Boccaccio) des frères Taviani
- 2016 : Tommaso de Kim Rossi Stuart
- 2017 : Agadah d'Alberto Rondalli
- 2018 : Ricordi? de Valerio Mieli

### À la télévision

#### Séries télévisées
- 2006 : Capri
- 2007 : Caterina e le sue figlie
- 2007 : Chiara e Francesco de Fabrizio Costa
- 2008 : Un sacré détective (Don Matteo), un épisode
- 2008 : Amiche mie de Paolo Genovese et Luca Miniero
- 2010 : Il peccato e la vergogna d'Alessio Inturri
- 2012 : Rex, chien flic (Il Commissario Rex), deux épisodes
- 2013 : Melevisione
- 2015 : Grand Hotel de Luca Ribuoli (it)
- 2016 : The Young Pope de Paolo Sorrentino
- 2018 : Il capitano Maria d'Andrea Porporati (it)

#### Téléfilms
- 2007 : Donne sbagliate de Monica Vullo

## Prix et distinctions notables
- Prix NuovoImaie Talent Award de la meilleure actrice italienne débutante à la Mostra de Venise 2016 pour Tommaso